# Gosto Se Discute
Gosto Se Discute é um filme brasileiro do gênero comédia dramática de 2017, foi dirigido por André Pellenz, com o roteiro pelo próprio diretor junto com L.G. Bayão, com produção de Marcus Baldini e estrelado por Kéfera Buchmann e Cássio Gabus Mendes. Foi lançado nos cinemas do Brasil em 09 de Novembro de 2017.

## Sinopse
Augusto (Cássio Gabus Mendes) é o chef de um restaurante requintado, estabelecido há anos, que está em baixa devido ao sucesso de um ex-pupilo, Patrick (Gabriel Godoy), que trabalha em um food truck bem na praça em frente ao estabelecimento. Devido à situação, o banco que também é sócio do restaurante indica a rigorosa Cristina (Kéfera Buchmann) para ser a nova gerente. Ela de imediato bate de frente com Augusto, já que deseja alterar a rotina do local de forma a torná-lo rentável. Só que, em meio à pressão em criar um novo cardápio, Augusto passa a ter uma rara síndrome que faz com que perca o paladar.

## Elenco
- Cassio Gabus Mendes como Augusto
- Kéfera Buchmann como Cristina
- Gabriel Godoy como Patrick
- Paulo Miklos como Romualdo
- Sílvia Lourenço como Sandra
- Robson Nunes como Josenildo
- Zéu Britto como Reginaldo
- Daphne Bozaski como Kelly
- Rodrigo Lopez como Robervânio
- Ronaldo Reis como Maître
- Mariana Ximenes como ela mesma

## Produção
Gosto Se Discute é o primeiro filme da categoria drama da atriz Kéfera Buchmann, onde a atriz sofreu diversos preconceitos, principalmente por ser taxada apenas por "youtuber"

## Recepção

### Bilheteria
No seu primeiro final de semana, Gosto Se Discute obteve 54.826 ingressos vendidos, 24.496 no segundo final de semana, 11.782 no terceiro, 4.158 no quarto, 1.142 no quinto. No total, Gosto Se Discute esteve presente nas salas de cinema entre 09 de Novembro de 2017 à 24 de Dezembro de 2017, onde no período foram vendidos 174.189 ingressos.
| FINAL DE SEMANA             | INGRESSOS | TOTAL   |
| --------------------------- | --------- | ------- |
| 10 a 12 de novembro de 2017 | 54 826    | 55 919  |
| 17 a 19 de novembro de 2017 | 24 495    | 121 104 |
| 24 a 26 de novembro de 2017 | 11 782    | 152 452 |
| 01 a 3 de dezembro de 2017  | 4 158     | 165 006 |
| 22 a 24 de dezembro de 2017 | 1 142     | 174 189 |

### Crítica
No agregador de críticas do AdoroCinema, o filme tem uma nota média de 1,9/5 calculada com base em 8 comentários da imprensa.
No Omelete, Camila Souza disse que o filme "desperdiça potencial com trama fraca e personagens sem carisma". No AdoroCinema, Rodrigo Torres avaliou com a nota 2/5, "fraco", dizendo que "Gosto Se Discute segue o tempo todo assim, entre bons e maus momentos."

### Classificação
No Brasil, recebeu a classificação de "não recomendado para menores de 12 anos.